# Ruszinovo
Ruszinovo (macedónul: Русиново), település Észak-Macedóniában, a Kelet-Macedóniai körzet Berovói járásában.

## Népesség
| Lakosok száma | 2044 | 2251 | 2242 | 2288 | 2173 | 2100 | 2095 | 1503 |
|               | 1948 | 1953 | 1961 | 1971 | 1981 | 1994 | 2002 | 2021 |

- 2002-ben 2 095 lakosa volt, akik közül 2 092 macedón, 1 szerb és 2 egyéb nemzetiségű.